# Aktiengesellschaft für Filmfabrikation

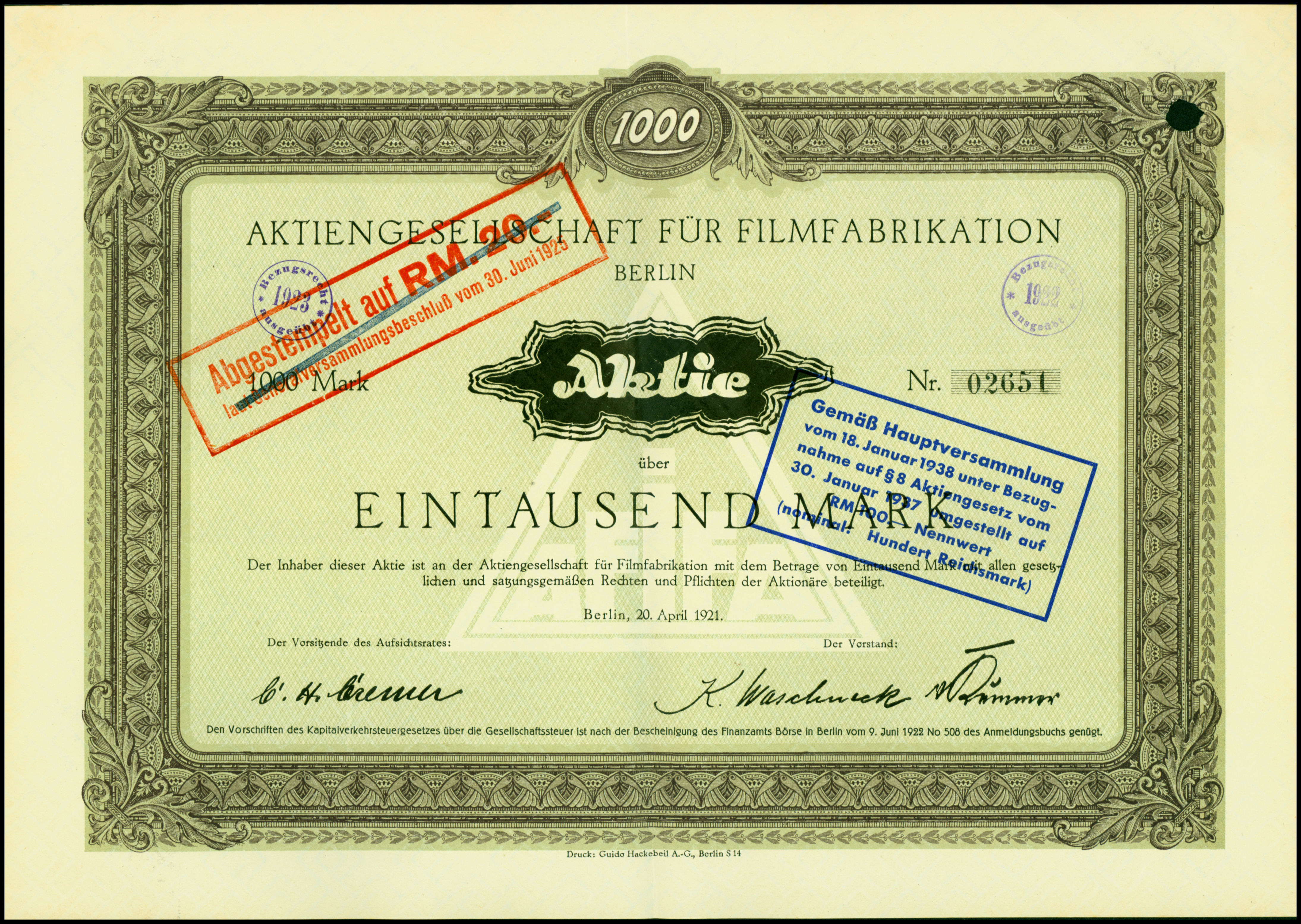
Aktie über 1000 Mark der AG für Filmfabrikation vom 20. April 1921

Die Aktiengesellschaft für Filmfabrikation (AFIFA) war eine Kopieranstalt, die von 1921 bis 1956 existierte. Sie wurde am 20. April 1921 gegründet und baute in der Viktoriastraße im Berliner Ortsteil Tempelhof ihre technischen Anlagen zur Filmbearbeitung mit Entwicklung, Schnitt, Kopieren und Vorführung, in den 1930er Jahren auch für Tonfilme. Das Unternehmen war an der Börse notiert. Das ursprüngliche Aktienkapital betrug 11,8 Millionen Mark. Auf dem Gelände befindet sich heute die ufaFabrik.
Im Jahr 1927 wurde die AFIFA der UFA angegliedert. Nach dem Ende des Zweiten Weltkriegs wurde die UFA zerschlagen. Die AFIFA zog 1949 nach Wiesbaden. Dort wurde auf einem ehemaligen Reitgelände eine Reithalle zum Filmstudio umgebaut (Studio 1), eine neue Halle gebaut (Studio 2) und in einem Zwischenbau ein kleines Studio (Studio 3) errichtet. Zusätzlich dazu war ein Kopierwerk vorhanden (Leiter: Alexander Schwerdtner).
In diesen Studios wurden viele deutsche Spielfilme produziert (langjähriger Leiter der Abteilung Beleuchtung war Josef Lehmann). Außerdem produzierte die AFIFA Filme für Unternehmen.
Nachdem 1956 die Filmgesellschaft von Staats wegen liquidiert wurde, erwarb der Filmpionier Karl Schulz zusammen mit dem Hessischen Rundfunk das weitläufige Studiogelände von der UFA und gründete dort die Taunus-Film GmbH, einen Verbund von Studiobetrieb und Farbkopierwerk.

## Filmografie
- 1950: Gelernt ist gelernt
- 1950/1951: Wir schaffen Wohnstätten
- 1952: Frauen – Filme – Fernsehfunk
- 1953: Wäscherei und Wissenschaft
- 1953: Schwant Ihnen nichts, Herr Meyer?
- 1953: Wege von gestern zu morgen
- 1953: Gold und Hormone
- 1953: Seifenkisten Derby 1953
- 1953/1954: Volksbräuche und Volksfeste in Deutschland
- 1958: Küsse, die töten (der letzte AFIFA Film)